# Mix FM Fortaleza (2005–2012)
Mix FM Fortaleza foi uma emissora de rádio com sede em Fortaleza, capital do estado do Ceará. Operava no dial FM, na frequência 95.5 MHz e fazia parte do Grupo de Comunicação O Povo e era afiliada à Mix FM. Lançada como FM do Povo, em 21 de março de 1980, a rádio era focada no público jovem e, em sua última fase já seguia a identidade da Mix FM adotando o estilo pop.

## História
Em 8 de junho de 1979, o Diário Oficial da União publica autorização à Empresa Jornalística O Povo S/A para instalação de uma estação de rádio em Frequência Modulada em Fortaleza. A partir da autorização, foi realizado um concurso para escolha do nome da emissora, onde foram sugeridos Rádio Jornal das Multidões, Rádio Liberdade, Rádio Guarani e O Povo FM. Carmen Lúcia Dummar ficou responsável por implantar a estação e visitou vários estados, até conhecer a Rádio Globo e encontrar o projeto definitivo. Em fevereiro de 1980, é erguida a torre de rádio na sede do jornal O Povo, onde também estavam sendo instalados os estúdios.
A emissora foi inaugurada oficialmente em 21 de março de 1980, com o nome de FM do Povo, sendo a segunda emissora de rádio FM em operação em Fortaleza. A festa de inauguração ocorreu no Náutico Atlético Clube e homenageava os profissionais da comunicação do Ceará. A estreia da rádio foi marcada por um imprevisto, onde um transistor queimado teve que ser trocado às pressas. Na época, o objetivo da FM do Povo era ser uma extensão do jornal que nomeou a rádio. Para montar a programação, foram contratados os serviços da empresa Média Instituto de Pesquisa e Jaime Azulai, diretor de programação do Sistema Globo de Rádio, que usou o estilo das FMs cariocas para moldar a rádio.
Ainda em 1980, a FM do Povo começou a montar seu estúdio-auxiliar na Avenida Beira Mar, próximo da curva da Volta da Jurema. O projeto, autorizado pelo então prefeito Lúcio Alcântara, deveria respeitar as características das barracas de praia. O Studio da Volta foi inaugurado em 18 de julho de 1980, numa festa que contou com a presença dos cantores Ney Matogrosso, Fagner e Belchior. O local rapidamente se popularizou e tornou-se ponto de encontro dos jovens da cidade, onde eram promovidas gincanas, concursos e apresentações musicais. Isso também refletiu na audiência da emissora, onde a FM do Povo passou a liderar contra a Verdes Mares FM, única concorrente na época. Em 1981, a FM do Povo recebeu o prêmio Top de Marketing através da Associação dos Dirigentes de Vendas do Brasil.
Em 1984, a FM do Povo lança sua coletânea com os sucessos da época, um LP homônimo distribuído através da Warner/Chappell Music em Fortaleza somente com canções internacionais. Em 28 de agosto de 1985, transmitiu sua primeira música em qualidade digital através do Compact Disc, executando às 15h a canção "Thriller", de Michael Jackson. Integraram seu cast nomes como Guilhermando Duarte, Dantas Lima, Loy Filho, Iran Costa, Jorge Canalito, Léo Felipe, dentre tantos outros. A partir de 1986, com a fundação de novas rádios no dial FM e pela popularização do axé e do forró, a FM do Povo começou a perder audiência e profissionais. A rádio passou por uma reformulação e lançou uma nova fase em sua programação. Neste ano, lança o Agito Jovem, um baile itinerante comandado pelos locutores Fran Silveira e Tony de Sá, que ocorria independente da rádio. Os bailes ocorriam aos finais de semana em diversos locais da periferia, tendo concentrado seu maior público no Ginásio Paulo Sarasate.
Apesar dos esforços, a rádio continuava em queda na audiência, provocando uma nova reestruturação. Em 1990, estreia novos locutores e é renomeada Jovem Povo. A mudança duraria até 18 de março de 1992, quando passa a se tornar a 24.ª afiliada da Rede Cidade, cujo sinal partia do Rio de Janeiro e, simultaneamente, gerado em Fortaleza. Com a afiliação, a emissora passou a se chamar Rádio Cidade Fortaleza, criando um conflito com outra rádio de mesmo nome, pertencente ao Grupo Cidade de Comunicação. A rede foi desfeita em 1994, mas com a permissão do Sistema Jornal do Brasil, a emissora manteve a marca. A programação da rádio marcou época como o Azarando na Cidade, aos sábados à tarde, com apresentação de Paulinho Leme e ainda Timbalada da Cidade e Geração Cidade, apresentado por Kleber Dias com participação do humorista Antônio Fernandes (Skolastica). A Cidade também lançou o humorista Wellington Muniz, que interpretava o personagem Aderaldo Barbosa. Muniz permaneceu na rádio até 1997, quando foi contratado pela Jovem Pan FM. Para substituir, o telefonista Célio Silveira, que participava do programa de Muniz como João Ruffino, virou apresentador. Também marcou época em Fortaleza patrocinando grandes shows nos 3 Amores, Fortal e Verão Vida e Arte, destacando as promoções que caracterizavam a emissora, como Caravana da Cidade e Dá dá dá meu abadá.
Em 2001, o Sistema Jornal do Brasil retomou o controle da marca Rádio Cidade, fazendo a então Rádio Cidade de Fortaleza ser reformulada e passar a se chamar Maxi Rádio. A rádio era eclética, de formato jovem. Em 2005, a Maxi implanta a transmissão de partidas esportivas, com locução de Alexandre Lima e comentários de Fernando Graziani. A iniciativa ficou pouco tempo no ar pela falta de retorno. A marca permaneceu até 4 de julho de 2005, quando veio a afiliar-se a Mix FM, com a matriz geradora em São Paulo, criando a Mix FM Fortaleza. Após dois anos com a nova rede, o coordenador da emissora, Alexandre Lima, afirmou que a transição de Maxi para Mix foi tranquila por terem absorvido boa parte da grade anterior na nova rádio. Nesse período Kleber Dias assume a coordenação da Mix e passa promover vários shows, junto a emissora. Em setembro de 2010, realizaram o Fortaleza Mix Festival no Mucuripe Clube, versão local do festival de mesmo nome.
Em outubro de 2012, foi anunciado que o Grupo de Comunicação O Povo iria realizar uma mudança em suas rádios, extinguindo a Mix FM e transferindo a Rádio O Povo CBN para o dial FM. A Mix deixou a capital cearense à meia-noite do dia 27 de outubro, dando lugar a O Povo CBN, que, a partir daquele momento, além de operar em AM (1010 kHz), passava também a operar em FM.

## Programas
Além de retransmitir a programação nacional da Mix, a emissora exibia os seguintes programas:
- Mix Fone
- 20 e Poucos Anos
- A Hora do João Rufino
- CE 95
- Manhã da Mix
- Praia da Mix